# John Kilpatrick
Pour les articles homonymes, voir Kilpatrick.
John Reed Kilpatrick (né le 15 juin 1889 - mort le 7 mai 1960) est un athlète, soldat et entrepreneur sportif. Il est membre du Temple de la renommée du hockey et du College Football Hall of Fame et est décoré de l'Army Distinguished Service Medal.

## Biographie
Né d'une mère canadienne et d'un père américain, Kilpatrick grandit à New York avant de faire ses études à l'université Yale. Il joue au football et fait de l'athlétisme. Après ses études, il travaille à New York puis est enrôlé dans l'armée américaine pour participer à la Première Guerre mondiale lors de laquelle il récolte plusieurs honneurs dont l'Army Distinguished Service Medal. À l'issue de la guerre, il commence une carrière dans les affaires qui le mène à la présidence du Madison Square Garden. Il y reste pendant plus de 25 ans et devient président de l'équipe de hockey sur glace des Rangers de New York de 1934 à 1960. Au cours de son mandat, les Rangers remportent leur troisième Coupe Stanley en 1940. En 1936, il est élu gouverneur de la Ligue nationale de hockey.
En juin 1942, Kilpatrick est rappelé sous les drapeaux pour servir lors de la Seconde Guerre mondiale et est alors promu général de brigade. Il prend sa retraite militaire en 1949 et reprend son poste au Madison Square Garden. Il continue à contribuer au hockey sur glace en participant notamment à la création du fonds de pension des joueurs en 1947. Il meurt en 1960 et est élu à titre posthume au Temple de la renommée du hockey ; il est également récompensé huit ans plus tard par le trophée Lester-Patrick pour services rendus au hockey aux États-Unis.